# شمس الدين رفيع الدرجات
شمس الدين رفيع الدرجات (1 ديسمبر 1699م – 13 يونيو 1719م) إمبراطور مغولي حكم من (28 فبراير 1719م - 6 يونيو 1719م). كان لقبه أبو البركات شمس الدين رفيع الدرجات بن رفيع الشأن بن شاه عالم بهادر.